# Mismates

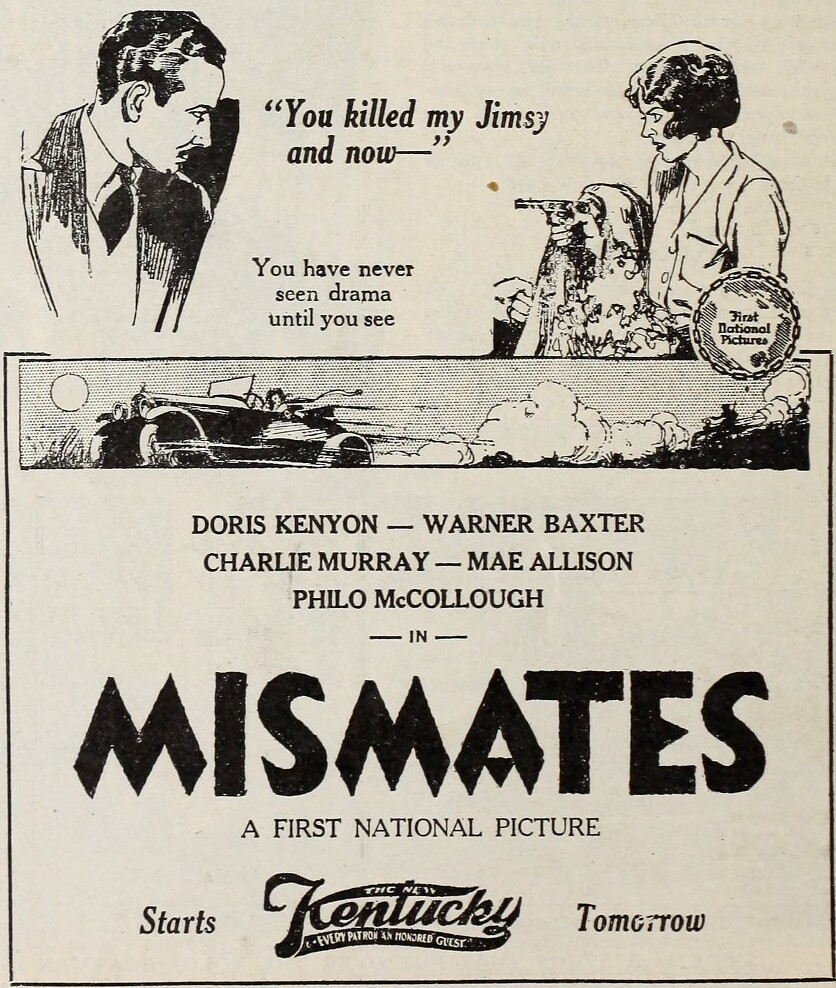
1927

Mismates é um filme mudo do gênero drama produzido nos Estados Unidos, dirigido por Charles Brabin e lançado em 1926. É atualmente considerado filme perdido.